# Deuli
Deuli é uma vila no distrito de Medinipur, no estado indiano de Bengala Ocidental.

## Demografia
Segundo o censo de 2001, Deuli tinha uma população de 8165 habitantes. Os indivíduos do sexo masculino constituem 52% da população e os do sexo feminino 48%. Deuli tem uma taxa de literacia de 69%, superior à média nacional de 59,5%: a literacia no sexo masculino é de 77% e no sexo feminino é de 62%. Em Deuli, 11% da população está abaixo dos 6 anos de idade.